# Hildur Lindberg
Hildur Amalia Lindberg (* 19. April 1904 in Hedemora; † 4. Dezember 1976 in Hägersten, Stockholm) war eine schwedische Schauspielerin.
Sie wirkte zwischen 1942 und 1974 in etwa 15 schwedischen Spielfilmen mit. Zur gleichen Zeit spielte sie Theater in Schweden. In kleinen Nebenrollen spielte sie im Kinderfilm Michel in der Suppenschüssel (1971) und in Thriller – ein unbarmherziger Film (1974) als Dorffrau mit.

## Filmografie (Auswahl)
- 1944 – En dag skall gry
- 1945 – Kungliga patrasket
- 1945 – Idel ädel adel
- 1948 – Kärlek, solsken och sång
- 1949 – Sjösalavår
- 1955 – Våld
- 1969 – Mej och dej
- 1971 –  Immer dieser Michel 1. – Michel in der Suppenschüssel (Emil i Lönneberga)
- 1974 – Thriller – ein unbarmherziger Film (Thriller – en grym film)